# Yang Aihua
Dans ce nom chinois, le nom de famille, Yang, précède le nom personnel.
Pour les articles homonymes, voir Yang.
Yang Aihua, née le 1977, est une ancienne nageuse chinoise.

## Biographie
Elle devient championne du monde du 400 m nage libre lors des Championnats du monde de 1994.
En novembre 1994, elle est suspendue pour deux ans par l'agence mondiale antidopage après avoir été testée positive à la testostérone juste avant les Jeux asiatiques de 1994 à Hiroshima au Japon.

## Palmarès
| Date | Compétition           | Lieu | Place | Course               |
| ---- | --------------------- | ---- | ----- | -------------------- |
| 1994 | Championnats du monde | Rome | 1re   | 400 m nage libre     |
| 1994 | Championnats du monde | Rome | 1re   | 4 × 200 m nage libre |